# Le Verrou (collection littéraire)
Pour les articles homonymes, voir Le Verrou.
Le Verrou est une collection au format poche de romans policiers éditée chez Ferenczi de 1950 à 1959 avec 205 titres recensés avec des auteurs français comme anglais ou américains. Un certain nombre sont des rééditions de la série Crime et Police parue avant-guerre chez le même éditeur.

## Les titres de la collection
1. L'Homme de Saint-Louis par Leslie Charteris, 1950
2. Puisque je suis mort par Gustave Gailhard, 1950
3. La Dernière Enquête de l'inspecteur Ralston par Peter Cheyney, 1950
4. Torture par Marcel Allain, 1950
5. La Tragédie de Louxor par Leslie Charteris,1950
6. La Seconde Mort de Marc Bigle par Gustave Gailhard, 1950
7. La Mort aux ongles longs par Gilles Hersay, 1950
8. Vilaine Histoire par Marcel Allain, 1950
9. Le Secret du Professeur Quell par Leslie Charteris, 1950
10. Dernière Mort pour Marc Bigle par Gustave Gailhard, 1951
11. L'Homme au moignon par H.R. Woestyn, 1951
12. Deux Blondes par Marcel Allain, 1951
13. Meurtre au Mayfair par G. West, 1951
14. La Police en alerte par Gustave Gailhard, 1951
15. Geo Nox par Paul Maraudy, 1951
16. Seul contre la meute par Jean Kéry, 1951
17. L'homme qui est revenu par A. Wood, 1951
18. Le Monde de la cambriole par Gustave Gailhard, 1951
19. L'Arrestation de Geo Nox  par Paul Maraudy, 1951
20. L'homme qu'on disait fou par Claude Ascain, 1951
21. La Plume écarlate par Harold Adams, 1951
22. Qui a tué l'enfant ? par Gustave Gailhard, 1951
23. La Rédemption de Geo Nox par Paul Maraudy, 1951
24. Ce n'est pas lui par Marcel Allain, 1951
25. Meurtre en musique par A. Wood, 1951
26. Des Ennuis avec le Bossu par Max-André Dazergues, 1951
27. Le Chant des suicidés par Gilles Hersay, 1951
28. Abois dans la nuit par Edmond Romazières, 1951
29. Le meurtrier ne pouvait tuer par Gregory Baxter, 1951
30. Le bossu a peur des perruches par Max-André Dazergues, 1951
31. Les Traces du vampire par Gustave Gailhard, 1951
32. Le Client du n°16 par Marcel Allain, 1951
33. Les Mystères de la côte Est par H. Edmonds, 1951
34. Les morts vont vite par René Poupon, 1951
35. Demandez la dernière sportive par Raymonde Borel-Rosny, 1952
36. Le Clou dans le sabot par Paul Maraudy, 1952
37. On a tué Dejanine par Ange Arbos, 1952
38. Le bossu n'est plus dans la course par Max-André Dazergues, 1952
39. Mort au volant par Claude Ascain, 1952
40. Le Corps maquillé par Alain Martial, 1952
41. Lequel des deux par Jean d'Yvelise, 1952
42. Des clients pour les pompes funèbres par P. Laplace, 1952
43. Du sang sur les étoiles par Étienne Retterdy, 1952
44. Par ici mousmé par P. A. Logan, 1952
45. Les Deux Idoles et leur mystère par J. Joseph Renaud, 1952
46. L'Homme au gant d'acier par Paul Tossel, 1952
47. La Dernière Rafale par René Poupon, 1952
48. L'Infernal Complot par Alain Martial, 1952
49. L'Étreinte du gant d'acier par Paul Tossel, 1952
50. Tu chantes, chérie ? par P. A. Logan, 1952
51. le bossu repart à zéro par Max-André Dazergues, 1952
52. La mort se fait les ongles par Raymonde Borel-Rosny, 1952
53. Mort au bowling par Frank Harding, 1952
54. Le Secret des hibiscus par Alain Martial, 1952
55. Signé de mon sang… par René Poupon, 1952
56. Le bossu joue pair et impair par Max-André Dazergues, 1952
57. L'Île de la mort par Louis Refreger, 1952
58. Pour en revenir à nos cadavres par Pierre Laplace, 1952
59. Signé l’Affreux par Lydie Servan, 1953
60. Le bossu a perdu la boussole par Max-André Dazergues, 1953
61. La Borne au diable par Raymonde Borel-Rosny, 1953
62. De l'or en barre pour Éléna par Conan Gray, 1953
63. Mais vous n'aurez jamais de preuves par André Keraudren, 1953
64. Et avec çà, beauté ! par P. A. Logan, 1953
65. Le Mort de la vingtième heure par Lydie Servan, 1953
66. Le bossu est dans la lune par Max-André Dazergues, 1953
67. Les morts ne parlent pas par René Poupon, 1953
68. Meurtre à Hollywood par William P. Hutchers, 1953
69. T'as vu ça d'la fenêtre! par Raymonde Borel-Rosny, 1953
70. Présences invisibles par Alexandre Ryder, 1953
71. À chaque jour suffit son meurtre par Pierre Laplace, 1953
72. À bord du Blue-Dream par Étienne Retterdy, 1953
73. La Mort à double face par Max-André Dazergues, 1953
74. La Bête de l'abîme par Robert Jean-Boulan
75. Danse macabre par René Poupon, 1953
76. Pan... dans le mille par P. A. Logan, 1953
77. Bonjour toubib de mon cœur par Raymonde Borel-Rosny, 1953
78. Prends garde, la môme par René Poupon, 1953
79. Auto-stop par Lydie Servan, 1953
80. Le Mystère de la Tamise par Alain Martial, 1953
81. La Proue du diable Étienne Retterdy, 1953
82. Une corde au cou par René Poupon, 1953
83. Le mort se fait la paire par Raymonde Borel-Rosny, 1954
84. L'Énigme du Roc d'Enfer par Alain Martial, 1954
85. L'Invitation au meurtre par Peter Ordway, 1954
86. Le Dernier Rendez-vous par Patrick Vander, 1954
87. De notre envoyé spécial par Alexandra Pecker, 1954
88. Je n'ai pas tué Katie ! par René Poupon, 1954
89. Drôles d'étrennes pour le concierge par Paul-Maurice Renaud, 1954
90. Rendez-vous à dix-neuf heures par Lydie Servan, 1954
91. L'inspecteur avait pris la lettre par André Keraudren, 1954
92. Du sang au visage par Gilles Grey, 1954
93. On te coupera la tête par Raymonde Borel-Rosny, 1954
94. Et l'île eut peur par Patrick Vander, 1954
95. Qui a tué miss Fergusson ? par Patrick Vander, 1954
96. L'autre que j'ai tué par René Poupon, 1954
97. Les Funérailles du procureur Flec par René Poupon, 1954
98. Tu parles d’un week-end ! par P. A. Logan, 1954
99. Crime sur commande par Gisèle Singrist, 1954
100. La Peau d'un autre par Raymonde Borel-Rosny, 1954
101. Un coup raté par L. Hellais, 1954
102. Vingt-quatre Heures pour mourir par Patrick Vander, 1954
103. Le gong a sonné trois fois par André Keraudren, 1954
104. Un fantôme se promène par René Poupon, 1954
105. Nettoyage par le vide par P. A. Logan, 1954
106. Réception tragique par Gil Roc, 1954
107. À La Pipe à Tabac par Lydie Servan, 1955
108. L'assassin frappe deux fois par Georges E. Perkins, 1955
109. Pourquoi mourir mademoiselle ? par Patrick Vander, 1955
110. Ne kidnappez pas l'héritière par Lawrence G. Blochman, 1955
111. Un mort te tuera par René Poupon, 1955
112. Crimes à merci par R. Lathière, 1955
113. Touchez pas à la came par L. Hellais, 1955
114. Trois Mille Suspects par Michel Lecler, 1955
115. Le Salon rouge par Patrick Vander, 1955
116. Crimes au haras par Léopold Massiéra, 1955
117. De l'or, du sang et des larmes par M. De Nervaud, 1955
118. Le Singe de cuivre par Harry Whittington, 1955
119. L’Herbe de mort par H. Fraser, 1955
120. La mort s'est trompée par André Keraudren, 1955
121. La Mort au marais par Harry Whittington, 1955
122. Timbres et timbrés par Vernon Warren, 1955
123. Brelan d'as par Bernard Gervaise, 1955
124. La rouquine se met la ceinture par Raymonde Borel-Rosny, 1955
125. Il faut toujours payer par René Poupon, 1955
126. Du sang au music-hall par M. Y. Toulzet
127. Ces demoiselles de bonne famille par Raymonde Borel-Rosny, 1955
128. Du fric pour ma rousse par Day Keene, 1955
129. Je vais te tuer par M. Claire, 1955
130. Élina ne sait pas mourir par René Poupon, 1955
131. L'Assassin au scalpel par M. Y. Toulzet, 1956
132. Vous êtes l'assassin par André Keraudren, 1956
133. Les requins se dévorent entre eux par Alain Martial, 1956
134. Ça se passe en famille par Handecault, 1956
135. Minuit moins dix en mer par Désiré Charlus, 1956
136. Gare à la fausse orange par Alain Martial, 1956
137. L'inspecteur connaît la musique par Tony Guildé, 1956
138. Un poing à la ligne par Alexandra Pecker, 1956
139. La Ville fantôme par Lawrence G. Blochman, 1956
140. Rue des Bons-Enfants par Handecault, 1956
141. Le Décapité du Paris-Strasbourg par Hans Black, 1956
142. Si vous passez par là par Raymonde Borel-Rosny, 1956
143. Cherchez la femme par Handecault, 1956
144. La Pointe du sabre par M. De Nervaud, 1956
145. L'Arrestation de Monsieur X par Jean-Louis Mayne, 1956
146. Jamais deux sans trois par H. Meillian, 1956
147. Crime à Montfermeil par André Keraudren, 1956
148. Quand l'araignée tisse sa toile par Alain Martial, 1956
149. Le Cheval de proie par Y. Michel Soler, 1956
150. De quoi vous empoisonner par J. Arlotto, 1956
151. Personne n'attendait le mort par Tony Guildé, 1956
152. Une femme mène l'enquête par Handecault, 1956
153. Farandole de la mort par Alexandra Pecker, 1956
154. Crime par téléphone par André Keraudren, 1956
155. Meurtre en clair-obscur par Tony Guildé, 1957
156. Bon pour le poteau par Y. Michel Soler, 1957
157. Crime avant l'heure par Handecault, 1957
158. La Troisième Main par Alexandra Pecker, 1957
159. Un guet-apens du tonnerre par Y. Michel Soler, 1957
160. Dix millions comme un sou par Raymonde Borel-Rosny, 1957
161. Marche funèbre en ré par F.A. Whaler, 1957
162. On recherche un cadavre par J.H. Hautefort, 1957
163. Du sang sur la berge par J. A. Flanigham, 1957
164. Le suicidé vaut 20 millions par Y. Michel Soler, 1957
165. Les Assassins d'abord par Tony Guildé, 1957
166. Patience, la nuit est longue par J.H. Hautefort, 1957
167. À corps perdus par J. A. Flanigham, 1957
168. Le cancre en sait trop par Hans Black, 1957
169. La Fin d'un gang par Y. Michel Soler, 1957
170. Deux temps, trois mouvements par Alexandra Pecker, 1957
171. Une fille à tuer par Handecault, 1957
172. Les morts se vengent par J. A. Flanigham, 1957
173. Trésor mortel par Y. Michel Soler, 1957
174. L'Étrange Peretti par F.-A. Whaler, 1957
175. En attendant le bac du Hode par Alexandra Pecker, 1957
176. Peut-être mort par Handecault, 1957
177. Crimes dans l'ombre par J. H. Flanigham, 1957
178. La mort gagne le gros lot par Raymonde Borel-Rosny, 1957
179. Music-hall et mort subite par J.-A. Flanigham, 1958
180. Deux Morts dans le bois par Tony Guildé, 1958
181. Oublie-moi par V. P. Marcy, 1958
182. Les 5 contre G. K. O. par Serge Alkine, 1958
183. Plus rien à perdre par J. A. Flanigham, 1958
184. Du plomb dans l'aile par Tony Guildé, 1958
185. Contre toute attente par F.A. Whaler, 1958
186. Sanglantes Énigmes par J. H. Flanigham, 1958
187. Espions à vendre par Handecault, 1958
188. Jusqu'à la lie par V. P. Marcy, 1958
189. Trahison au choix par Luc Parain, 1958
190. Les jeux sont faits par J. A. Flanigham, 1958
191. Mission contre la mort par Serge Alkine, 1958
192. Qui les tuait ? par Raymonde Borel-Rosny, 1958
193. Dossier Espadon par F.A. Whaler, 1958
194. L'Ombre d'une femme par Luc Parain, 1958
195. La Peur dans les veines par G. Murey, 1958
196. Meurtre sur la nationale par Handecault, 1958
197. Match nul par Serge Alkine, 1958
198. Scandale à la une par Roger Ferdennes, 1958
199. À moi de jouer par Y. Michel Soler, 1958
200. Faux visages par Tony Guildé, 1958
201. Dossier Sahara par Alexandra Pecker, 1958
202. Meurtres en bouteille par A. Prêle, 1958
203. En mains propres… par Serge Alkine, 1958
204. Le Gang des experts par Tony Guildé, 1958
205. Poker international par J. A. Flanigham, 1958